# Silencio (álbum de Los Encargados)
Silencio es el único álbum del grupo argentino de música electrónica Los Encargados, editado en 1986 por RCA Victor.

## Detalles
Aunque el grupo fue formado hacia 1982, recién pudieron publicar un su primer disco debut cuatro años más tarde, y luego de varios intentos fallidos con otras compañías.
La formación de Silencio incluyó a Daniel Melero en voz (además de producción artística), Alejandro Fiori en guitarra y Hugo Foigelman en guitarra y teclados.
El álbum, considerado un disco clave, y pionero de la música electrónica argentina, fue votado como "Mejor Disco del Año" en la encuesta del suplemento "Sí" del Diario Clarín, correspondiente a 1986, mientras que la canción "Sangre en el volcán" fue premiada como "Mejor Tema".
El álbum fue originalmente editado en LP y casete (también en otros países de Latinoamérica, como México). Una edición en CD fue lanzada por BMG con tres bonus tracks.
Este trabajo incluye "Trátame suavemente", canción escrita por Daniel Melero que popularizara el grupo Soda Stereo en su álbum debut homónimo de 1984.

## Lista de temas
- Todos los temas compuestos por Daniel Melero.

Lado A
1. Orbitando
2. Trátame suavemente
3. Sangre en el volcán
4. Le Caine
5. Un disparo de luz

Lado B
1. Líneas
2. Ni un minuto más
3. Región
4. Vida vacía
5. Planeta Agua
6. Villegas
7. Creo que estamos bailando

Pistas adicionales CD
- Sinfonía estúpida
- Caminando limpio bajo la lluvia
- Andando en la luz fría

## Personal
- Daniel Melero - voz, producción artística
- Hugo Foigelman - guitarra y teclados
- Alejandro Fiori - guitarra